# Kilényi Márk Olivér
Kilényi Márk Olivér (Budapest, 1994. július 28. –) magyar szinkronszínész, publicista, politológus.

## Életútja
Nemzetközi érettségi bizonyítványát a walesi Saint Donat's kastélyban működő UWC Atlantic College-ban szerezte (2014). Ezt követően egy évig a mexikói Academia Internacional San Miguel de Allende kéttannyelvű iskola vendégoktatójaként angol irodalmat és etikai valamint állampolgári ismereteket tanított. Tanulmányait 2015-től az észak-angliai University of York-on folytatta Politika, Filozófia, és Közgazdaság (PPE) szakon. 2018-tól a budapesti Mathias Corvinus Collégium Vezetőképző programjának hallgatója. 2019-ben az Alapjogokért Központ tanulmányíró versenyén, "Államiság és technológia: hatalom a digitális korban" című munkájával, 1. helyezést ért el. 2019-től a Miniszterelnöki Kabinetiroda Magyar Közigazgatási Ösztöndíjasa. 2021-ben az Igazságügyi Minisztérium vezető-kormányfőtanácsosaként Varga Judit Igazságügyi Miniszter miniszteri elismerésben részesítette. 2023-ban Biró Marcell, a Szabályozott Tevékenységek Felügyeleti Hatóságának elnöke elnöki elismerésben részesítette.

## Munkássága

### Filmográfia

#### Filmek
| Év   | Cím                                                     | Szereplő                | Színész              | Szinkron éve |
| ---- | ------------------------------------------------------- | ----------------------- | -------------------- | ------------ |
| 1963 | Lassie nagy kalandja                                    | Timmy Martin            | Jon Provost          | 2008         |
| 1971 | Willy Wonka és a csokigyár                              | Charlie Bucket          | Peter Ostrum         | 2006         |
| 1994 | Világgá mentem (2. szinkron)                            | North                   | Elijah Wood          | 2007         |
| 1997 | Időcsavar                                               | Paul                    | Robbie Thibaut, Jr.  | 2005         |
| 2000 | A harcos és a hercegnő                                  | Rotzbalg                | Marcel Segmüller     | 2005         |
| 2003 | Caillou karácsonya (mikulásdal)                         | Caillou (énekhang)      | –                    | 2006         |
| 2004 | Család örökségbe                                        | Waylon                  | Jeremy Bergman       | 2008         |
| 2005 | A kis jegesmedve 2. – A titokzatos sziget (1. szinkron) | Chucho (hang)           | Max von der Groeben  | 2007         |
| 2005 | Cápasrác és Lávalány kalandjai                          | Cápasrác                | Taylor Lautner       | 2005         |
| 2005 | Enyém, tiéd, miénk                                      | további szereplők       | –                    | 2006         |
| 2005 | Fegyvertestvérek                                        | további szereplők       | –                    | 2005         |
| 2005 | Gáz van, jövünk!                                        | Toby Whitewood          | Ridge Canipe         | 2005         |
| 2005 | Papák a partvonalon                                     | további szereplők       | –                    | 2005         |
| 2005 | Serenity                                                | további szereplők       | –                    | 2005         |
| 2005 | Tök alsó 2. – Európai turné                             | Billy                   | Vincent Martella     | 2005         |
| 2005 | Twist Olivér                                            | Éhes fiú                | Joseph Tremain       | 2005         |
| 2005 | Újra a pályán                                           | további szereplők       | –                    | 2007         |
| 2006 | A dicsőség zászlaja                                     | James Bradley fiatalon  | Oliver Davis         | 2007         |
| 2006 | A harag napja                                           | Santiago                | Benjamin Thiel       | 2006         |
| 2006 | Acélbakancs                                             | további szereplők       | –                    | 2008         |
| 2006 | Arthur és a villangók                                   | Arthur                  | Freddie Highmore     | 2006         |
| 2006 | Fehér tenyér                                            | 10 éves Dongó           | Orion Radies         | 2006         |
| 2006 | Fehér tenyér                                            | 13 éves Dongó           | Silas Wind Radies    | 2006         |
| 2006 | Kiskarácsony mindenáron                                 | Carter Finch            | Dylan Blue           | 2006         |
| 2006 | Lúzer SC                                                | további szereplők       | –                    | 2006         |
| 2006 | Nagypályás kiskutyák                                    | Lao (hang)              | Dominic Scott Kay    | 2008         |
| 2006 | Táncoló talpak                                          | további szereplők       | –                    | 2006         |
| 2006 | Tini titánok: Gubanc Tokióban                           | Gézengúz (hang)         | Greg Cipes           | 2008         |
| 2006 | Túl a sövényen                                          | Skeeter                 | Paul Butcher         | 2006         |
| 2006 | Vérfarkasok                                             | Timothy Talbot          | Matthew Knight       | 2009         |
| 2007 | A szeretet szimfóniája                                  | további szereplők       | –                    | 2009         |
| 2007 | Ben X                                                   | további szereplők       | –                    | 2009         |
| 2007 | Dennis, a komisz karácsonya                             | további szereplők       | –                    | 2007         |
| 2007 | Halloween                                               | Michael Myers 10 évesen | Daeg Faerch          | 2008         |
| 2007 | Híd Terabithia földjére                                 | további szereplők       | –                    | 2007         |
| 2007 | Oviapu 2.                                               | további szereplők       | –                    | 2007         |
| 2007 | Taxi 4.                                                 | Maxime                  | Mermoz Melchior      | 2007         |
| 2007 | Tor-túra 2.                                             | Kevin Persons           | Philip Daniel Bolden | 2007         |
| 2008 | Démontanya – Avagy ki engedte ki a szellemeket?         | Nicky                   | Luke Benward         | 2008         |
| 2008 | Elcserélt életek                                        | Sanford Clark           | Cesar Flores         | 2008         |
| 2008 | Hókölykök                                               | Mudbud (hang)           | Henry Hodges         | 2008         |
| 2008 | Jégtörők 3. – Az ifi bajnokság                          | Cinkes                  | Samuel Patrick Chu   | 2009         |
| 2008 | Példátlan példaképek                                    | további szereplők       | –                    | 2009         |
| 2009 | Rockhajó                                                | James Roberts           | Charlie Rowe         | 2009         |

#### Sorozatok
| Év        | Cím                                      | Szereplő                        | Színész          | Szinkron éve |
| --------- | ---------------------------------------- | ------------------------------- | ---------------- | ------------ |
| 1987      | Beverly Hills Tini Klub                  | Chester McTech (hang)           | Sean Roberge     | 2009         |
| 1997–2010 | Caillou (főcímdal)                       | Caillou (énekhang)              | –                | 2006         |
| 2002–2007 | Naruto                                   | Uzumaki Naruto (Jetix–változat) | Takeucsi Dzsunko | 2007–2008    |
| 2003–2008 | Eperke és barátai                        | Puffancs (hang)                 | –                | 2004–2006    |
| 2003–2004 | Sonic X                                  | Tails (2. hang)                 | ?                | 2006         |
| 2004–2012 | Bleach                                   | Hou (hang)                      | –                | 2008         |
| 2004      | Woofy                                    | ?                               | –                | 2009         |
| 2005      | A rút kiskacsa és én                     | Lou (Kacsa) (hang)              | Laurann Rabbitt  | 2006         |
| 2007–2011 | Vipo, a repülő kutya kalandjai (1. évad) | Vipo (hang)                     | –                | 2008         |
| 2007–2010 | Rejtélyek Tesz–Vesz városban (1. évad)   | Poca (hang)                     | –                | 2008         |
| 2007–2008 | Bakugan szörny bunyósok                  | Komba O'Charlie (hang)          | Julie Lemieux    | 2009         |

Színház
| Év        | Színház                  | Cím                    | Szereplő              | Rendező              |
| --------- | ------------------------ | ---------------------- | --------------------- | -------------------- |
| 2002–2005 | Budapesti Operettszínház | Elisaberth             | 10 éves Rudolf Herceg | Kerényi Miklós Gábor |
| 2003      | Budapesti Operettszínház | Marica Grófnő          | További szereplő      | Kerényi Miklós Gábor |
| 2006      | Turay Ida Színház        | Az Angyalok nem sírnak | Tibike felkelő        | Kiss József          |

#### Film
| Év   | Film                                     | Szereplő | Rendező       |
| ---- | ---------------------------------------- | -------- | ------------- |
| 2006 | De kik azok a Lumnitzer nővérek?         | Apród    | Bacsó Péter   |
| 2007 | Szeszélyes (Sorozat)                     | Változó  | ?             |
| 2008 | Irigy Hónaljmirigy – Tokio Hotel Paródia | Énekes   | Sipos Tamás   |
| 2009 | Illúziók                                 | Tomi     | Bernáth Zsolt |